# كوماموناسية حبيبة
كوماموناسية حبيبة (الاسم العلمي: Comamonas granuli) هي نوع من البكتيريا، سلبية الغرام، تتبع جنس الكوماموناسية.